# Президентські вибори в Молдові 2024
Перший тур президентських виборів у Молдові проводився 20 жовтня 2024 року. Другий тур було проведено 3 листопада. У другий тур пройшли чинний президент Мая Санду та колишній генеральний прокурор Александр Стояногло, як кандидати з найбільшою кількістю голосів у першому турі: Санду набрала 42 % голосів, а Стояногло — 26 %.
Ці вибори характеризувались експертами як вибір між Заходом та Росією, де Санду представляла прозахідний вектор розвитку, а Стояногло — проросійський. Також проросійськими вважаються кандидати Ренато Усатий (3 місце у 1 турі), Ірина Влах (4 місце), Вікторія Фуртуне (5 місце) та Васілє Тарлєв (6 місце). Прозахідні кандидати Йон Кіку та Октавіан Цику здобули сьоме та восьме місця відповідно.
Того ж дня в країні було проведено референдум щодо членства Молдови в ЄС, де більшість проголосувала «За». Це розглядається як перемога Санду, що сама агітувала голосувати «За» на референдумі, однак перевага була значно меншою, ніж очікувалось. Санду в цьому звинуватила втручання Росії у вибори, зокрема організоване придбання голосів угрупованнями, що підтримуються Росією.

## Виборча система

### Дата
17 квітня 2024 року спікер парламенту Ігор Гросу, що президентські вибори буде проведено спільно з референдумом про приєднання до ЄС, 20 жовтня. Рішення було ухвалене Парламентом Молдови 16 травня.

### Вимоги до кандидатів
У Конституції Молдови (ст. 78, ч. 2) визначено чотири вимоги до кандидата в президенти: наявність молдовського громадянства, вік від 40 років, проживання у Молдові протягом щонайменше 10 років, знання державної мови. За 80 статтею Конституції накладається ліміт у два президентські терміни на особу.

### Процедура
Кандидати можуть висуватись політичними партіями, виборчими блоками, або висуватись самостійно. Кандидати мають зібрати щонайменше 15 000 підписів з щонайменше половини адміністративних одиниць другого рівня Молдови, з кожної від 600 підписів. Результати виборів можуть визнаватись дійсними лише при явці не менше 33 %. Кандидат, що отримав абсолютну більшість голосів, стає президентом. Якщо жоден кандидат не набрав абсолютну більшість, проводиться другий тур виборів, у якому беруть участь перші два кандидати за кількістю голосів у першому турі. Другий тур проводиться через два тижні після першого. Кандидат з найбільшою кількістю голосів у другому турі стає президентом.

## Безпекові проблеми

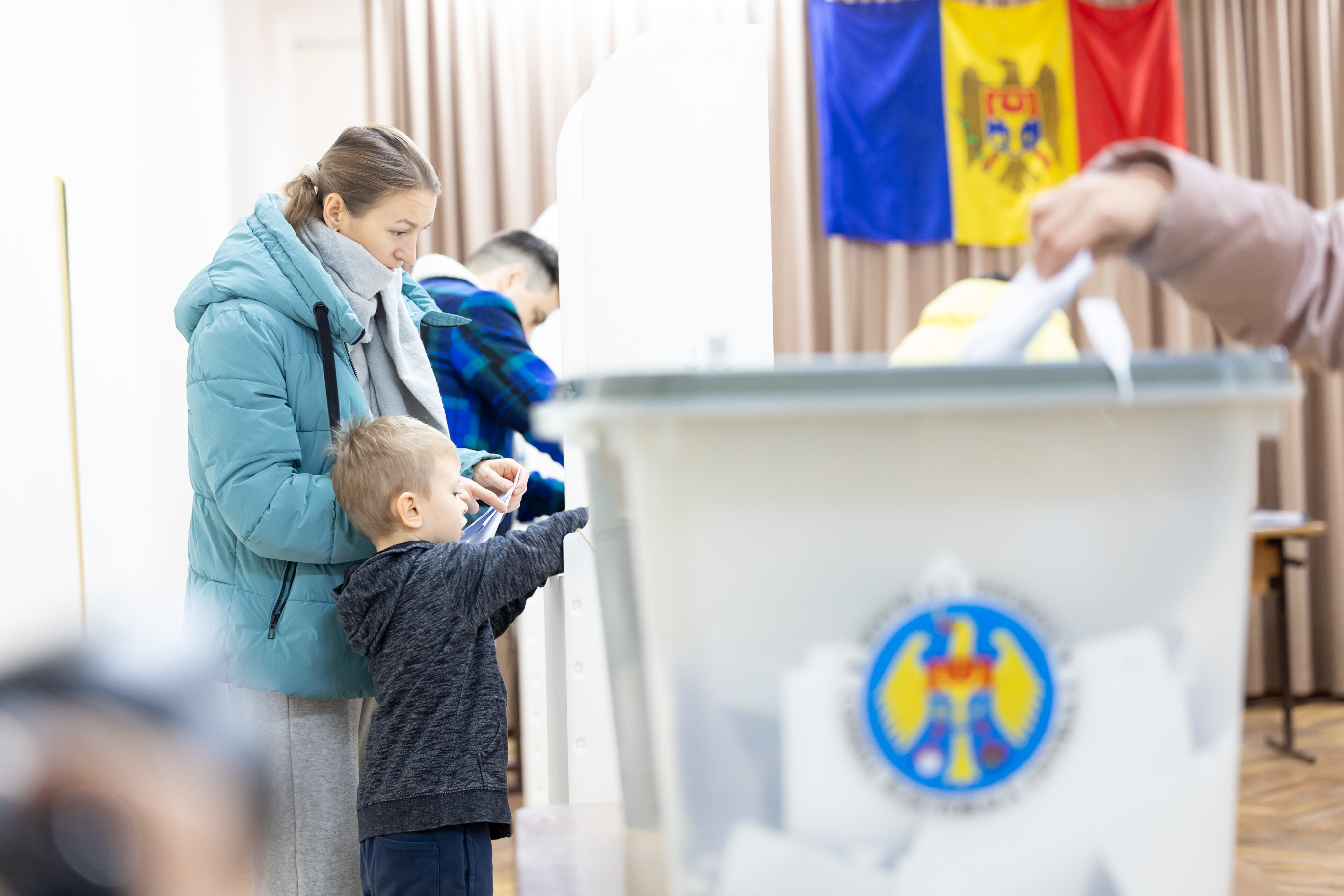
Виборча дільниця у Молдові 20 жовтня 2024 року

Влада Молдови звинувачувала підготовлені Росією угруповування у намаганнях дестабілізувати вибори, на що Росія могла витратити понад 100 млн євро. Влада вважає, що напад вандалів на офіси Верховного суду та телекомпанії Телерадіо-Молдова у вересні 2024 року були спричинені цими групами. У жовтні 2024 року, після 26 обшуків по всій країні, влада Молдови оголосила, що Ілан Шор планував використати 15 мільйонів доларів, отриманих з Росії, для підкупу близько 130 000 виборців, аби ті голосували за антизахідницькі ініціативи, поширювали дезінформацію про ЄС у соцмережах. Росія відкинула ці звинувачення.
Того ж місяця Молдова звинуватила Росію в намірах масово звезти виборців до закордонної виборчої дільниці при молдовському посольстві у Москві. У відповідь, ЄС наклала санкції на п'ятьох осіб та одну організацію, що звинувачуються у проведенні цієї операції, а Сполучені Штати звинуватили Росію у витраті мільйонів доларів на підтримку окремих партій та поширення дезінформації в інтернеті. У відповідь російське МЗС звинуватило Молдову в тому, що ті надрукували 10 000 бюлетенів з 500 тис. необхідних для громадян Молдови, що живуть у Росії.
МЗС Молдови відкрило в Росії дві виборчі дільниці, але за даними Молдови, росіяни створили штучні черги для перешкоджання голосуванню.
17 жовтня влада Молдови оголосила про розкриття ще однієї змови, в рамках якої 100 молодих людей пройшли підготовку в Москві, Сербії та Боснії в приватних військових угрупованнях для розпалювання громадянських заворушень, в тому числі з використанням нелетальної зброї для створення «масових заворушень» під час виборів і референдуму, додавши, що чотири людини були заарештовані, і що деякі з них отримали кілька тисяч євро.
Ольга Рошка, радник з питань зовнішньої політики Санду, попередила, що «Росія вкладає мільйони брудних грошей, щоб захопити наші демократичні процеси. Це не просто втручання, це повномасштабне втручання, спрямоване на дестабілізацію нашого майбутнього. І це викликає тривогу».

## Кандидати
З 21 по 31 серпня Центральна виборча комісія Молдови отримала 23 заявки на реєстрацію від ініціативних груп на підтримку 19 кандидатів, з них було визнано дійсними 13 кандидатур.
| Ім'я                | Народився/лась                                    | Кампанія  | Кар'єра | Партія | Партія                                                                      | Статус         |
| ------------------- | ------------------------------------------------- | --------- | --- | ------ | --------------------------------------------------------------------------- | -------------- |
| Мая Санду           | 24 травня 1972 (52) Рисіпень, Фалештський район   | (Вебсайт) | Президент Молдови (2020–) Прем'єр-міністр Молдови (2019) Міністр освіти (2012—2015)                                                 |        | Партія «Дія і Солідарність»                                                 | Зареєстрована  |
| Александр Стояногло | 3 червня 1967 (57) Комрат                         |           | Генеральний прокурор Молдови (2019—2021) Віце-голова Парламенту Молдови (2009—2010)                                                 |        | Партія соціалістів Республіки Молдова                                       | Зареєстрований |
| Ренато Усатий       | 4 листопада 1978 (46) Фалешти                     | (Вебсайт) | Мер міста Бельці (2015—2018, 2019—2021)                                                                                             |        | Наша партія                                                                 | Зареєстрований |
| Васілє Тарлєв       | 9 жовтня 1963 (61) Башкалія, Бессарабський район  |           | Прем'єр-міністр Молдови (2001—2008)                                                                                                 |        | Партія майбутнього Молдови Підтримані Партією комуністів Республіки Молдова | Зареєстрований |
| Ірина Влах          | 26 лютого 1974 (51) Комрат                        | (Вебсайт) | Башкан Гагаузії (2015—2023) |        | Самовисування                                                               | Зареєстрована  |
| Йон Кіку            | 28 лютого 1972 (53) Пиржолтень, Калараський район |           | Прем'єр-міністр Молдови (2019—2020) Міністр фінансів (2018—2019)                                                                    |        | Партія розвитку та консолідації Молдови                                     | Зареєстрований |
| Андрей Нестасе      | 6 серпня 1975 (49) Миндрешть, Теленештський район | (Вебсайт) | Віце-прем'єр-міністр, Міністр внутрішніх справ (2019)                                                                               |        | Самовисування                                                               | Зареєстрований |
| Октавіан Цику       | 21 серпня 1972 (52) Костулень, Унгенський район   |           | Член парламенту Молдови (2019—2021) Міністр молоді та спорту (2013)                                                                 |        | Блок «Разом»                                                                | Зареєстрований |
| Вікторія Фуртуне    | 24 лютого 1981 (44) Хинчешти                      | (Вебсайт) | Прокурор |        | Самовисування                                                               | Зареєстрована  |
| Тудор Уляновський   | 25 травень 1983 (41) Флорешти                     | (Вебсайт) | Міністр закордонних справ та євроінтеграції (2018—2019) Посол до Швейцарії та Ліхтенштейну; Постійний представник в ООН (2016—2018) |        | Самовисування                                                               | Зареєстрований |
| Наталія Морарь      | 12 січня 1984 (41) Хинчешть                       | (Вебсайт) | Журналіст Ведуча програми Morari.live                                                                                               |        | Самовисування                                                               | Зареєстрована  |

### Відхилені кандидати
Кандидатури наступних осіб були відхилені Центральною виборчою комісією:
- Ігор Мунтяну (Коаліція за єдність та добробут), Посол до Сполучених Штатів, Канади та Мексики (2010—2015)[33]. Його ініціативну групу було зареєстровано[34], але ЦВК визнала недійсною частину зібраних на його підтримку підписів, та йому їх не вистачило для подачі заявки[33].
- Василє Боля[ro] (Перемога(інші мови)), член Парламенту Молдови (2014–нині)
- Валеріу Плешка (Європейська соціал-демократична партія), Міністр оборони (2004—2007)[35]
- Валентін Бородакі (самовисування)[36]
- Людмила Корсун (самовисування)[37]
- Авелін Табарча (самовисування)[38][39]

Крім того, була успішно зареєстрована ініціативна група на користь Александру Арсені, але вони не подали необхідні документи для включення кандидата в бюлетень, та не змогли набрати необхідну кількість підписів за визначений час.

### Відмовились
Ці особи відмовилися від участі:
- Іон Чебан(інші мови), мер Кишинева (2019–нині)[42]
- Ігор Додон, Президент Молдови (2016—2020)[43][44]
- Влад Філат, Прем'єр-міністр Молдови (2009—2013)[45]
- Теодор Кирнац(інші мови), член Вищої ради магістратури (2013—2017)

## Результати

### Перший тур

Голоси за Санду за районами, перший тур:
70–80%
50–60%
40–50%
30–40%
20–30%
10–20%
0–10%

Голоси за Стояногло за районами, перший тур:
40–50%
30–40%
20–30%
10–20%
0–10%

У другий тур пройшли чинна президентка Мая Санду та Александр Стояногло. Санду отримала найбільше з-поміж усіх кандидатів — приблизно 42 % голосів у першому турі. Найбільше голосів вона отримала в центрі країни, проте в Кишиневі частка голосів виявилась не такою великою, лише 48,32 % голосів. Найбільшу підтримку всередині країни вона отримала в Яловенському районі — 59,97 %. З-за кордону за Санду проголосувала найбільша частка виборців — 70,71 %. 
Водночас у Гагаузії та Тараклійському районі, де болгари становлять більшість населення, вона здобула найменшу частку голосів: 2,26 % та 4,44 % відповідно. При тому за Стояногло, уродженця Гагаузії, там віддали найбільшу частку голосів — трохи менше ніж 50 %. Також він отримав найбільшу частку голосів у північних районах країни та в Тараклії.
| 100% пораховано              |                              |                              |           |        |
| Кандидат                     | Кандидат                     | Партія                       | Голосів   | %      |
|                              | Мая Санду                    | ПДС                          | 656 354   | 42.45  |
|                              | Александр Стояногло          | ПСРМ                         | 401 726   | 25.98  |
|                              | Ренато Усатий                | НП                           | 213 168   | 13.79  |
|                              | Ірина Влах                   | Самовисування                | 83 226    | 5.38   |
|                              | Вікторія Фуртуне             | Самовисування                | 68 779    | 4.45   |
|                              | Васілє Тарлєв                | ПММ                          | 49 317    | 3.19   |
|                              | Йон Кіку                     | ПРКМ                         | 31 785    | 2.06   |
|                              | Октавіан Цику                | Блок «Разом»                 | 14 315    | 0.93   |
|                              | Андрей Нестасе               | Самовисування                | 9952      | 0.64   |
|                              | Наталія Морарь               | Самовисування                | 9448      | 0.61   |
|                              | Тудор Уляновський            | Самовисування                | 8008      | 0.52   |
| Усього                       | Усього                       | Усього                       | 1 546 078 | 100.00 |
|                              |                              |                              |           |        |
| Дійсні голоси                | Дійсні голоси                | Дійсні голоси                | 1 546 078 | 98.94  |
| Недійсні/пусті голоси        | Недійсні/пусті голоси        | Недійсні/пусті голоси        | 16 627    | 1.06   |
| Усього голосів               | Усього голосів               | Усього голосів               | 1 562 705 | 100.00 |
| Зареєстрованих виборців/явка | Зареєстрованих виборців/явка | Зареєстрованих виборців/явка | 3 023 810 | 51.68  |
| Джерело: ЦВК Молдови         |                              |                              |           |        |

### Другий тур
Другий тур виборів пройшов 3 листопада 2024 року, у Молдові та за кордоном працювали 2219 дільниць, із них 1988 - на території Молдови, а 231 - за кордоном.. Спецслужби Молдови попросили владу Німеччини захистити країну від можливого втручання Росії на громадян Молдови громадян, які брали участь у голосуванні у Німеччині.

## Наслідки
Президентка Молдови зазначила, що результати першого туру виборів та референдуму були викривлені через іноземне втручання, яке вона назвала «безпрецедентною атакою на демократію», та додала, що її уряд має докази, що 150 000 голосів було придбано, при початкових намірах придбати 300 000 голосів. Європейський союз також заявив, що референдум та вибори проводились в умовах «безпрецедентного втручання та залякування Росією та її поплічниками». Сполучені Штати теж заявили про намагання Росії «підірвати виборчий процес в Молдові та рух Молдови до європейської інтеграції». У відповідь на ці заяви Кремль засудив вибори в Молдові, назвав їх «невільними», висловив сумніви через раптове зростання кількості голосів у підтримку Санду та вступу до ЄС наприкінці підрахунку голосів, та закликав Санду «показати докази» втручання.

## Опитування

### Зареєстровані кандидати
| Дата опитування           | Організація           | Вибірка |           |                     |               |               |               |          |                |               |                 |                   |                | Не визначились/утримались/ проти всіх/ інше |
| Дата опитування           | Організація           | Вибірка | Мая Санду | Александр Стояногло | Ренато Усатий | Васілє Тарлєв | Ірина Влах    | Йон Кіку | Андрей Нестасе | Октавіан Цику | Вікторія Фуруне | Тудор Уляновський | Наталія Морарь | Не визначились/утримались/ проти всіх/ інше |
| Дата опитування           | Організація           | Вибірка | ПСД       | ПСРМ                | НП            | ПММ           | Самовисування | ПРКМ     | Самовисування  | БР            | Самовисування   | Самовисування     | Самовисування  | Не визначились/утримались/ проти всіх/ інше |
| ------------------------- | --------------------- | ------- | --------- | ------------------- | ------------- | ------------- | ------------- | -------- | -------------- | ------------- | --------------- | ----------------- | -------------- | ------------------------------------------- |
| 11–16 жовтня 2024         | WatchDog              | 1,034   | 35,8 %    | 9,0 %               | 6,4 %         | 1,3 %         | 2,2 %         | 1,2 %    | 0,8 %          | 0,4 %         | 1,4 %           | 0,1 %             | 0,5 %          | 40,9 %                                      |
| 19 вересня–10 жовтня 2024 | iData–IPP             | 1,100   | 29,5 %    | 11,6 %              | 13,3 %        | 6,1 %         | 4,5 %         | 3,4 %    | 1,1 %          | 1,3 %         | 5,5 %           | 4,3 %             | 0,4 %          | 18,9 %                                      |
| 13–22 вересня 2024        | ASPEN–APEC–WatchDog   | 1,021   | 36,1 %    | 10,1 %              | 7,5 %         | 1,8 %         | 4,1 %         | 2,5 %    | 0,6 %          | 0,8 %         | 0,5 %           | 0,8 %             | 0,6 %          | 34,6 %                                      |
| 13–18 вересня 2024        | iData                 | 1,021   | 26,8 %    | 11,2 %              | 12,7 %        | 6,3 %         | 6,1 %         | 4,1 %    | 0,9 %          | 0,7 %         | 0,1 %           | 3,5 %             | 1,8 %          | 25,8 %                                      |
| 30 серпня–2 вересня 2024  | Intellect Group       | 596     | 24,5 %    | 12,0 %              | 6,2 %         | 4,7 %         | 5,0 %         | 1,5 %    | 3,5 %          | –             | –               | –                 | 2,0 %          | 40,6 %                                      |
| 19–25 серпня 2024         | iData                 | 1,004   | 27,5 %    | 11,4 %              | 11,6 %        | 5,8 %         | 3,3 %         | 2,8 %    | 1,2 %          | –             | –               | –                 | –              | 36,4 %                                      |
| 20–23 серпня 2024         | CBS Research–WatchDog | 1,011   | 35,5 %    | 9,9 %               | 6,8 %         | 1,8 %         | 5,8 %         | 3,0 %    | 1,2 %          | 1,3 %         | 0,3 %           | 0,2 %             | 0,2 %          | 34,0 %                                      |
| 8–21 липня 2024           | IMAS                  | 1,093   | 33,7 %    | 11,5 %              | 10,8 %        | 1,2 %         | 8,9 %         | 6,0 %    | 1,4 %          | 0,9 %         | –               | 0,1 %             | 1,1 %          | 24,4 %                                      |

### Другий тур
| Дата опитування           | Організація | Вибірка |               |                     | Не визначились/ утримались/ проти всіх |
| Дата опитування           | Організація | Вибірка | Мая Санду     | Александр Стояногло | Не визначились/ утримались/ проти всіх |
| Дата опитування           | Організація | Вибірка | Самовисування | ПСРМ                | Не визначились/ утримались/ проти всіх |
| ------------------------- | ----------- | ------- | ------------- | ------------------- | -------------------------------------- |
| 19 вересня–10 жовтня 2024 | iData       | 1,100   | 40,6 %        | 36,4 %              | 34,0 %                                 |

### Гіпотетичні кандидати
| Дата опитування             | Організація            | Вибірка |           |            |                     |           |          |                   |          |               |               |               | Інші         | Не визначились/ утримались/ проти всіх |
| Дата опитування             | Організація            | Вибірка | Мая Санду | Ігор Додон | Александр Стояногло | Йон Чебан | Ілан Шор | Володимир Воронін | Йон Кіку | Марина Таубер | Ренато Усатий | Ірина Влах    | Інші         | Не визначились/ утримались/ проти всіх |
| Дата опитування             | Організація            | Вибірка | ПСД       | ПСРМ       | ПСРМ                | НАР       | ШОР      | ПКРМ              | ПРКМ     | ШОР           | НП            | Самовисування | Інші         | Не визначились/ утримались/ проти всіх |
| --------------------------- | ---------------------- | ------- | --------- | ---------- | ------------------- | --------- | -------- | ----------------- | -------- | ------------- | ------------- | ------------- | ------------ | -------------------------------------- |
| 28 червня–18 липня 2024     | CBS-AXA-IPRE           | 1,119   | 30,3 %    | 13,0 %     | 1,0 %               | 5,4 %     | 2,5 %    | 3,4 %             | 3,2 %    | –             | 6,5 %         | 5,6 %         | 6,3 %        | 23 %                                   |
| 23 травня–13 червня 2024    | IRI                    | 1,225   | 34 %      | 18 %       | –                   | 4 %       | 4 %      | –                 | 5 %      | –             | 5 %           | 4 %           | 3 %          | 24 %                                   |
| 22–27 травня 2024           | iData                  | 1,022   | 30,4 %    | 14,3 %     | –                   | 3,0 %     | –        | 2,5 %             | 6,1 %    | –             | 3,9 %         | 1,6 %         | 6,1 %        | 32,1 %                                 |
| 2–19 травня 2024            | IMAS                   | 1,088   | 35,2 %    | 16,4 %     | –                   | 5,9 %     | –        | 5,3 %             | 5,7 %    | –             | 4,7 %         | 4,1 %         | 7,8 %        | 14,9 %                                 |
| 6–13 квітня 2024            | CBS-AXA–WatchDog       | 1,008   | 35,1 %    | 15,8 %     | –                   | 5,4 %     | 1,7 %    | 4,6 %             | 5,6 %    | –             | 3,9 %         | 4,5 %         | 5,3 %        | 18,0 %                                 |
| 18–24 березня 2024          | iData                  | 1,131   | 27,9 %    | 13,3 %     | –                   | 4,4 %     | –        | 2,6 %             | 5,7 %    | –             | 3,0 %         | 4,3 %         | 6,5 %        | 32,3 %                                 |
| 27 січня–22 лютого 2024     | IRI                    | 1,247   | 30 %      | 24 %       | –                   | 6 %       | 4 %      | –                 | 5 %      | –             | 4 %           | 4 %           | 1 %          | 22 %                                   |
| 7–12 лютого 2024            | CBS Research           | 1,104   | 29,8 %    | 14,8 %     | –                   | 4,5 %     | 8,5 %    | 1,6 %             | 5,0 %    | –             | 4,4 %         | 4,8 %         | 4,1 %        | 22,4 %                                 |
| 26–30 січня 2024            | iData                  | 1,011   | 24,1 %    | 29,7 %     | 29,7 %              | 29,7 %    | 29,7 %   | 29,7 %            | 29,7 %   | 29,7 %        | 29,7 %        | 29,7 %        | 29,7 %       | 46,2 %                                 |
| 29 листопада–16 грудня 2023 | IMAS                   | 954     | 30,1 %    | 24,0 %     | –                   | 8,1 %     | –        | 2,7 %             | 6,1 %    | –             | 4,1 %         | 5,6 %         | 6,0 %        | 13,3 %                                 |
| 2–24 вересня 2023           | IMAS                   | 822     | 27,8 %    | 16,0 %     | –                   | 6,0 %     | –        | 4,3 %             | 5,9 %    | –             | 6,0 %         | 4,9 %         | 4,7 %        | 24,4 %                                 |
| 9–23 серпня 2023            | CBS-AXA–IPP            | 1,215   | 29,4 %    | 18,1 %     | –                   | 5,6 %     | 3,2 %    | 1,5 %             | 4,1 %    | –             | 5,1 %         | –             | 3,0 %        | 30,1 %                                 |
| 13–28 червня 2023           | CBS-AXA–IPRE           | 1,120   | 32,6 %    | 17,8 %     | –                   | 5,3 %     | 3,3 %    | 4,3 %             | 2,9 %    | 3,0 %         | 4,3 %         | –             | 1,5 %        | 24,0 %                                 |
| 10–19 червня 2023           | CBS-AXA–WatchDog       | 1,121   | 37,9 %    | 14,2 %     | –                   | 6,2 %     | 2,5 %    | 4,7 %             | 5,0 %    | 3,5 %         | 4,7 %         | –             | 3,0 %        | 18,3 %                                 |
| 2–19 травня 2023            | IMAS                   | 1,112   | 28,5 %    | 23,9 %     | –                   | 8,3 %     | –        | 3,7 %             | 7,2 %    | 2,7 %         | 3,8 %         | –             | 4,1 %        | 18,0 %                                 |
| 27 квітня–8 травня 2023     | iData                  | 1,049   | 30,4 %    | 18,3 %     | –                   | 6,7 %     | 12,2 %   | –                 | 5,9 %    | –             | 4,5 %         | 2,8 %         | 1,5 %        | 17,7 %                                 |
| 4–13 квітня 2023            | CBS-AXA–WatchDog       | 1,015   | 38,3 %    | 18,4 %     | –                   | 6,2 %     | 2,5 %    | 3,2 %             | 4,9 %    | 2,2 %         | 3,2 %         | –             | 1,9 %        | 19,2 %                                 |
| 15–26 березня 2023          | iData                  | 1,065   | 29,4 %    | 17,6 %     | –                   | 7,2 %     | 9,2 %    | 0,9 %             | 5,4 %    | –             | 1,7 %         | 3,1 %         | 1,7 %        | 23,9 %                                 |
| 24 лютого–3 березня 2023    | CBS-AXA–WatchDog       | 1,000   | 31,8 %    | 17,8 %     | –                   | 4,7 %     | 2,0 %    | 3,5 %             | 3,3 %    | 1,8 %         | 2,0 %         | 2,1 %         | 2,1 %        | 28,8 %                                 |
| 6–23 лютого 2023            | IMAS                   | 1,100   | 25,2 %    | 20,4 %     | –                   | 8,2 %     | –        | 4,9 %             | 5,4 %    | 4,3 %         | 3,4 %         | –             | 3,8 %        | 24,6 %                                 |
| 17–26 січня 2023            | CBS-AXA–WatchDog       | 1,001   | 28,2 %    | 17,6 %     | –                   | 8,5 %     | 4,2 %    | 3,9 %             | 3,9 %    | 2,4 %         | 3,5 %         | 1,8 %         | 4,0 %        | 21,8 %                                 |
| 15–26 грудня 2022           | iData                  | 1,006   | 27,2 %    | 24,1 %     | –                   | 10,0 %    | 13,4 %   | 0,6 %             | 5,0 %    | 0,2 %         | 0,5 %         | 0,1 %         | 3,0 %        | 16,0 %                                 |
| 10–29 листопада 2022        | IMAS                   | 1,100   | 26,9 %    | 19,6 %     | –                   | 8,8 %     | –        | 4,0 %             | 7,1 %    | 2,8 %         | 2,2 %         | –             | 7,3 %        | 21,3 %                                 |
| 29 жовтня–10 листопада 2022 | CBS Research/IPP       | 1,134   | 27,3 %    | 15,4 %     | –                   | 7,1 %     | 9,1 %    | 4,3 %             | –        | –             | 2,9 %         | –             | 3,5 %        | 30,5 %                                 |
| 29 вересня–11 жовтня 2022   | IDIS–CBS Research–IPRI | 1,066   | 34,1 %    | 19,1 %     | –                   | 7,1 %     | 6,3 %    | 5,2 %             | 2,5 %    | –             | 3,3 %         | 1,2 %         | 3,2 %        | 18,1 %                                 |
| 6–18 липня 2022             | IMAS                   | 1,007   | 24,4 %    | 25,4 %     | –                   | 9,2 %     | –        | 7,1 %             | 5,2 %    | 3,6 %         | 2,8 %         | –             | прибл. 5,4 % | 16,0 %                                 |

#### Другий тур

##### Санду проти Чебан
| Дата опитування             | Організація      | Вибірка |               |           | Не визначились/ утримались/ проти всіх |
| Дата опитування             | Організація      | Вибірка | Мая Санду     | Йон Чебан | Не визначились/ утримались/ проти всіх |
| Дата опитування             | Організація      | Вибірка | Самовисування | НАР       | Не визначились/ утримались/ проти всіх |
| --------------------------- | ---------------- | ------- | ------------- | --------- | -------------------------------------- |
| 6–13 квітня 2024            | CBS-AXA–WatchDog | 1,008   | 40,2 %        | 32,3 %    | 27,4 %                                 |
| 7–12 лютого 2024            | CBS Research     | 1,104   | 39,5 %        | 35 %      | 25,8 %                                 |
| 29 листопада–16 грудня 2023 | IMAS             | 954     | 34 %          | 42 %      | 24 %                                   |

##### Санду проти Кіку
| Дата опитування           | Організація | Вибірка |               |          | Не визначились/ утримались/ проти всіх |
| Дата опитування           | Організація | Вибірка | Мая Санду     | Йон Кіку | Не визначились/ утримались/ проти всіх |
| Дата опитування           | Організація | Вибірка | Самовисування | ПРКМ     | Не визначились/ утримались/ проти всіх |
| ------------------------- | ----------- | ------- | ------------- | -------- | -------------------------------------- |
| 19 вересня–10 жовтня 2024 | iData       | 1,100   | 40,7 %        | 30,1 %   | 29,2 %                                 |

##### Санду проти Додона
| Дата опитування             | Організація      | Вибірка |               |            | Не визначились/ утримались/ проти всіх |
| Дата опитування             | Організація      | Вибірка | Мая Санду     | Ігор Додон | Не визначились/ утримались/ проти всіх |
| Дата опитування             | Організація      | Вибірка | Самовисування | ПСРМ       | Не визначились/ утримались/ проти всіх |
| --------------------------- | ---------------- | ------- | ------------- | ---------- | -------------------------------------- |
| 2–19 травня 2024            | IMAS             | 1,088   | 41,3 %        | 43,5 %     | 15,3 %                                 |
| 6–13 квітня 2024            | CBS-AXA–WatchDog | 1,008   | 42,2 %        | 34,9 %     | 22,9 %                                 |
| 7–12 лютого 2024            | CBS Research     | 1,104   | 40,2 %        | 39,3 %     | 20,4 %                                 |
| 29 листопада–16 грудня 2023 | IMAS             | 954     | 35 %          | 46 %       | 19 %                                   |
| 2–19 травня 2023            | IMAS             | 1,112   | 38 %          | 45 %       | 17 %                                   |

##### Санду проти Усатий
| Дата опитування             | Організація | Вибірка |               |               | Не визначились/ утримались/ проти всіх |
| Дата опитування             | Організація | Вибірка | Мая Санду     | Ренато Усатий | Не визначились/ утримались/ проти всіх |
| Дата опитування             | Організація | Вибірка | Самовисування | НП            | Не визначились/ утримались/ проти всіх |
| --------------------------- | ----------- | ------- | ------------- | ------------- | -------------------------------------- |
| 19 вересня–10 жовтня 2024   | iData       | 1,100   | 38,6 %        | 35,6 %        | 25,8 %                                 |
| 13–18 вересня 2024          | iData       | 1,021   | 35,1 %        | 32,2 %        | 32,7 %                                 |
| 29 листопада–16 грудня 2023 | IMAS        | 954     | 37 %          | 30 %          | 33 %                                   |

##### Санду проти Влах
| Дата опитування             | Організація      | Вибірка |               |               | Не визначились/ утримались/ проти всіх |
| Дата опитування             | Організація      | Вибірка | Мая Санду     | Ірина Влах    | Не визначились/ утримались/ проти всіх |
| Дата опитування             | Організація      | Вибірка | Самовисування | Самовисування | Не визначились/ утримались/ проти всіх |
| --------------------------- | ---------------- | ------- | ------------- | ------------- | -------------------------------------- |
| 19 вересня–10 жовтня 2024   | iData            | 1,100   | 40,2 %        | 33,2 %        | 26,6 %                                 |
| 6–13 квітня 2024            | CBS-AXA–WatchDog | 1,008   | 43,2 %        | 28,3 %        | 28,5 %                                 |
| 7–12 лютого 2024            | CBS Research     | 1,104   | 42,2 %        | 33 %          | 24,7 %                                 |
| 29 листопада–16 грудня 2023 | IMAS             | 954     | 38 %          | 35 %          | 27 %                                   |